# Youri Averbakh
Youri ou Iouri Lvovitch Averbakh (en russe : Юрий Львович Авербах) est un grand maître soviétique puis russe du jeu d'échecs et un auteur de livres sur les finales  né le 8 février 1922 à Kalouga (en république soviétique de Russie) et mort le 7 mai 2022 à Moscou, à l'âge de 100 ans.

## Biographie et carrière

### Famille
Le père de Youri Averbakh est un Allemand d'origine juive et ses ancêtres proviennent d'Allemagne, leur nom étant Auerbach (le ruisseau du pré), sa mère est russe.
Il termine ses études d'ingénieur en mécanique en 1945 et s'oriente vers les échecs professionnels.
La deuxième fille de Averbakh, Jane, a épousé Mark Taïmanov.

### Champion de Moscou (1949-1950)
Son premier succès d'envergure est une 1re place au Championnat de Moscou en 1949, devant des joueurs comme Andor Lilienthal, Yakov Estrine et Vladimir Simaguine, puis à nouveau en 1950 et douze ans plus tard en 1962.

### Grand maître international et candidat au championnat du monde (1952-1953)
En 1951, Youri Averbakh termina 6e-8e du championnat d'URSS qui était un tournoi zonal et se qualifia pour l'étape suivante du cycle des candidats au championnat du monde, le tournoi interzonal.
En 1952, lors du tournoi interzonal, il finit cinquième, se qualifiant pour le tournoi des candidats de Zurich 1953. Grâce à cette performance Averbakh reçut le titre grand maître international en 1952. Le tournoi des candidats déterminait le challengeur du champion du monde, Mikhail Botvinnik, et Averbakh, avec 13,5 points sur 28, finit dixième (ex æquo avec Isaac Boleslavski) des 15 participants.
Lors du tournoi zonal suivant, le championnat d'URSS 1955, Averbakh termina 15e-16e et fut éliminé du cycle des candidats.
Lors du championnat d'URSS 1958  à Riga, qui était  un tournoi zonal, Averbakh se qualifia pour le tournoi interzonal de 1958 à Portorož, en terminant quatrième du championnat. À Portorož, il finit 7e-11e, manquant la qualification pour le tournoi des candidats d'un demi-point.
Lors du tournoi zonal suivant, le championnat d'URSS de février 1961, Averbakh termina 7e-8e et fut éliminé du cycle des candidats.

### Champion d'URSS (1954)
En 1954, Youri Averbakh remporte le Championnat d'échecs d'URSS devant des joueurs comme Mark Taimanov, Viktor Kortchnoi, Tigran Petrossian, Efim Geller et Salo Flohr avec un score impressionnant de +10 =9. Au championnat de 1956, il termine premier ex æquo du tournoi avec Taimanov et Boris Spassky, et est finalement classé deuxième après le match de départage.

### Victoires dans les tournois internationaux
Youri Averbakh a remporté les tournois de :
- Bakou 1955 (championnat d'Azerbaïdjan, hors concours),
- Dresde 1956 (ex æquo),
- Djakarta 1956, 1960 et 1979 (ex æquo),
- Adélaïde 1960 (championnat ouvert d'Australie, hors concours),
- Vienne (mémorial Schlechter) 1961,
- Moscou 1962 (tournoi international du club central de Moscou et quarantième championnat de Moscou, ex æquo avec Vassioukov et devant Lilienthal, Barcza, Bronstein et Chamkovitch).
- Rio de Janeiro 1965 (6,5 points sur 7),
- Christchurch 1967 (12 points sur 13),
- Bucarest 1971 (ex æquo),
- Polanica-Zdroj (mémorial Rubinstein) 1975,
- New York 1992 (tournoi du Marshall Chess Club, ex æquo).

Au cours de sa carrière, il a battu quatre champions du monde : Max Euwe, Mikhaïl Botvinnik, Mikhaïl Tal et Tigran Petrosian.

### Secondant

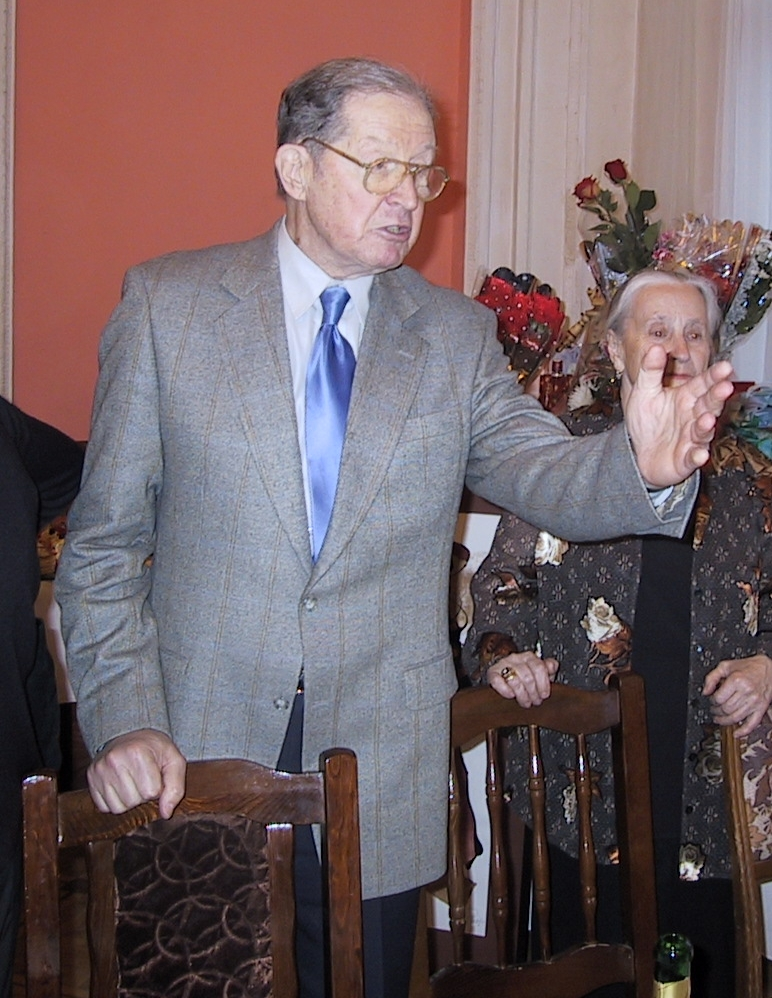
Youri Averbakh à son en 2002.

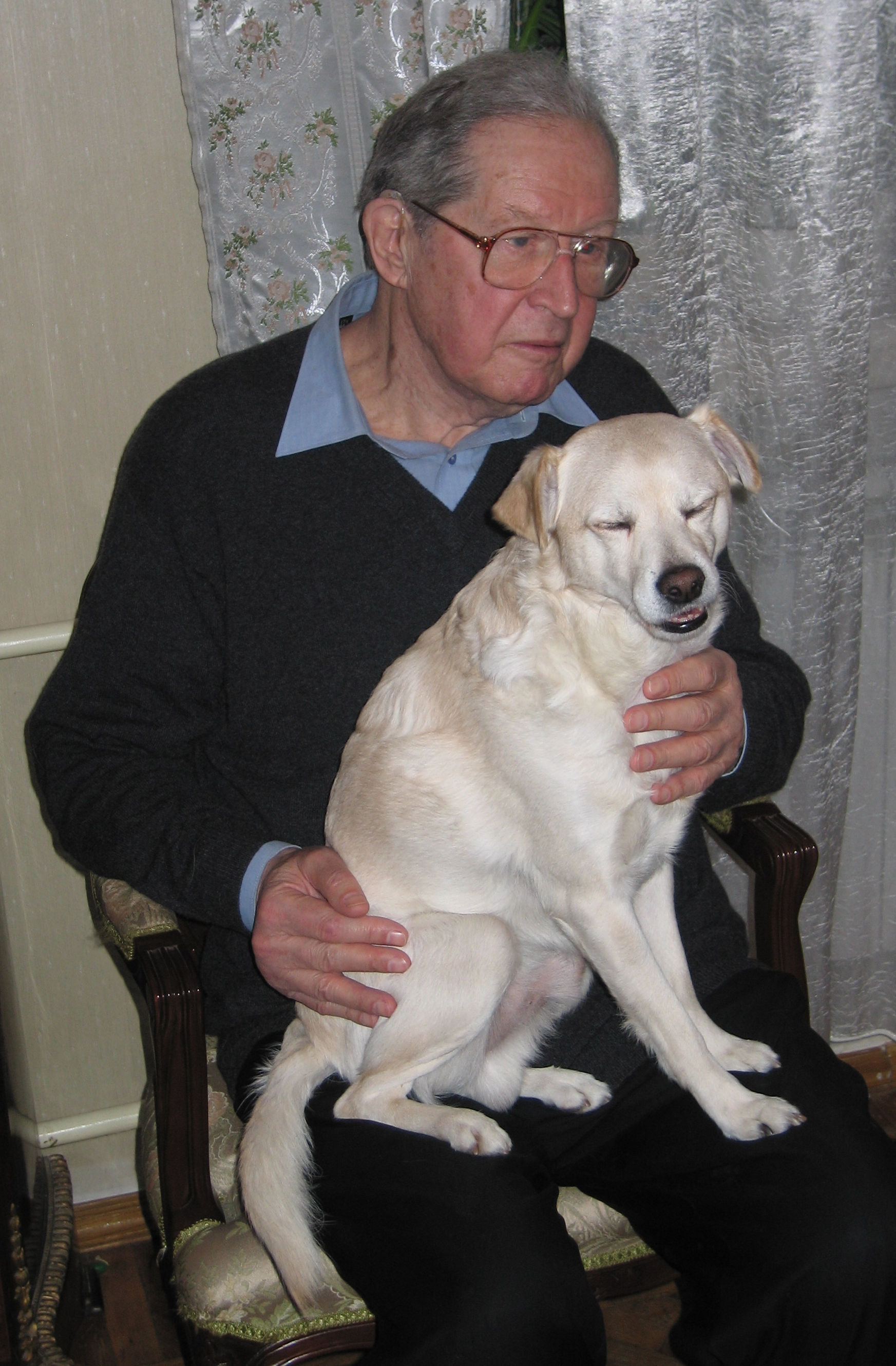
Youri Averbakh en 2007.

Youri Averbakh a été secondant de quatre champions du monde : Tigran Petrossian, Vassily Smyslov, Mikhaïl Tal et Boris Spassky.

### Président de la fédération soviétique
Il a aussi occupé le poste de président de la Fédération soviétique des échecs de 1972 à 1977.

### Compositeur d'études et spécialiste des finales
Youri Averbakh est aussi un compositeur d'études d'échecs, il publie plus de cent études, de nombreuses ayant contribué notablement à la théorie des finales. En 1956, la Fédération internationale des échecs lui décerne le titre d'arbitre international. Averbakh est aussi un journaliste et un auteur. Il édite les périodiques soviétiques d'échecs Chakhmati v SSSR et chakhmati biuletin. De 1956 à 1962, il édite (avec Vitali Tchekhover et d'autres) une anthologie en quatre volumes sur les finales, Chakhmatnye okonchaniya (revue en 1980-1984 et traduite en allemand sous le titre (de)Lehrbuch der Endspiele et en anglais sous le titre (en)Comprehensive Chess Endings en cinq volumes).
Juge international pour la composition échiquéenne depuis 1956, il se consacre à la fin de sa vie à l'histoire des échecs.

## Style
Son style solide est difficile à surmonter pour des joueurs d'attaque, comme il l'écrit : « ...Nejmetdinov pourrait, avec une attaque, tuer n'importe qui, y compris Mikhaïl Tal. Mais mon score contre lui est quelque chose comme 8½–½ car je ne lui ai laissé aucune possibilité de jeu actif. Dans ces cas, il commence à gâcher sa position en cherchant les complications. »

## Variante Averbakh
Youri Averbakh a aussi laissé son nom à plusieurs variantes d'ouvertures, la plus connue étant peut-être la variante Averbakh de la défense est-indienne : 1. d4 Cf6 2. c4 g6 3. Cc3 Fg7 4. e4 d6 5. Fe2 O-O 6. Fg5.

## Publications
Recueil de parties
- (en) Averbakh's Selected Games, Everyman Chess, 1998,  (ISBN 1-85744-548-1)

Guide sur les échecs
- Youri Averbach et M.A. Beyline, Voyage au royaume des échecs, Payot, 1980 (ISBN 2-228-15221-8)

Livres sur les finales
- Youri Averbach, Théorie des finales de partie, Payot, 1972
- (en) Youri Averbakh, Chess Endings : Essential Knowledge, Everyman Chess, 1966, 1993, 108 p. (ISBN 978-1-85744-022-5 et 1-85744-022-6)
- (en) Youri Averbakh et Vitali Tchekhover, Comprehensive Chess Endings 1 : Bishop Endings, Knight Endings, Pergamon, 1983 (ISBN 0-08-026900-1)
- (en) Youri Averbakh, Comprehensive Chess Endings 2 : Bishop vs Knight Endings, Rook vs Minor Piece Endings by Averbakh, Pergamon, 1985 (ISBN 0-08-026901-X)
- (en) Youri Averbakh, Comprehensive Chess Endings 3 : Queen Endings, Pergamon, 1986 (ISBN 0-08-026904-4)
- (en) Youri Averbakh, Maizelis, Comprehensive Chess Endings 4 : Pawn Endings, Pergamon, 1987 (ISBN 0-08-032043-0)
- (en) Youri Averbakh, Comprehensive Chess Endings 5 : Rook Endings, Pergamon, 1987 (ISBN 0-08-032048-1)

Sur la tactique
- (en) Youri Averbakh, Chess Tactics for Advanced Players, Pergamon, 1985 (ISBN 0-87568-218-9)

Histoire
- A History of Chess from Chaturanga to the Present Day, Russell Enterprises, 2012,  (ISBN 978-1-936490-44-8)

Souvenirs
- Centre-Stage and Behind the Scenes: A Personal Memoir, 2011

## Sources
- (en) Interview dans The Day Kasparov Quit par Dirk Jan ten Geuzendam.